# 浅羽義里
浅羽 義里（あさば よしさと、1956年4月 - 2025年5月16日）は、日本の地方公務員、土木技術者。神奈川県県土整備局長、神奈川県副知事、神奈川県住宅供給公社理事長、神奈川県内広域水道企業団企業長を歴任。

## 人物・経歴
神奈川県横須賀市生まれ。神奈川県立横須賀高等学校を経て、1980年東京工業大学（のちの東京科学大学）工学部土木工学科卒業。同年土木職として神奈川県庁に入庁し、横浜治水事務所に配属された。都市計画課長、平塚土木事務所長、横須賀土木事務所長、環境共生都市部長、県土整備局参事監等を経て、2014年県土整備局長。2016年から土木職からは初となる神奈川県副知事を務め、スポーツ局、環境農政局、県土整備局、収用委員会、漁業調整委員会、内水面漁場管理委員会等を担当するとともに、横浜新都市センター取締役を兼務し、神奈川県庁で山本隆東京都副知事との間で、2020年東京オリンピック・2020年東京パラリンピックの負担協議を行うなどした。2020年神奈川県住宅供給公社理事長、全国住宅供給公社等連合会理事。2022年神奈川県内広域水道企業団企業長。
2025年5月16日、心不全のため死去。69歳没。死没日付をもって従五位に叙され、瑞宝中綬章を追贈された。